# Stenellipsis caledonica
Stenellipsis caledonica är en skalbaggsart som först beskrevs av Fauvel 1906.  Stenellipsis caledonica ingår i släktet Stenellipsis och familjen långhorningar. Inga underarter finns listade i Catalogue of Life.